# Мисливська зброя
Мисливська зброя — вид зброї, яка призначена для полювання

## Класифікація мисливської зброї
- вогнепальна довгоствольна нарізна мисливська зброя;
- вогнепальна довгоствольна комбінована мисливська зброя;
- вогнепальна довгоствольна гладкоствольна мисливська зброя;
- пневматична зброя з кінетичною енергією кулі понад 7,5 Дж;
- холодна клинкова та метальна мисливська зброя.

Мисливська зброя може використовуватися для проведення спортивних змагань.